# Langar

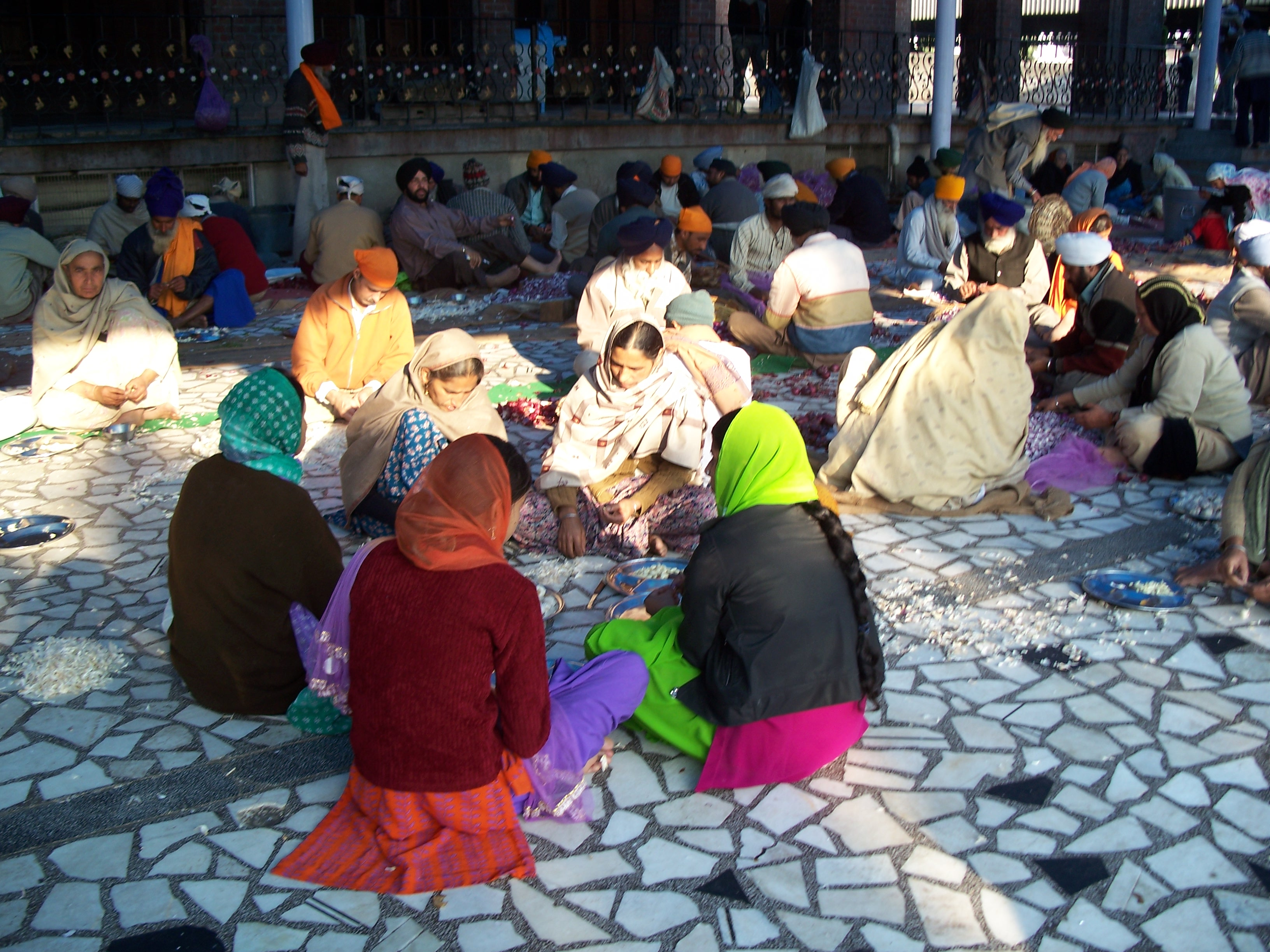
Voluntarios preparando el langar en el Templo Dorado en Amritsar, India.

Langar (del punjabí: ਲੰਗਰ, que significa "cocina") es el término utilizado en la religión sij para el comedor comunitario donde se sirve comida en una gurdwara a todos los visitantes, donde todos pueden comer juntos, sin distinciones de raza, género, etnia, religión, o riqueza personal. En el comedor donde tiene lugar el langar, solamente se sirve comida vegetariana, para asegurarse de que todas las personas, a pesar de sus creencias, o de sus restricciones alimentarias, puedan comer como iguales.

## Historia
La práctica del langar fue inaugurada por Baba Farid, un musulmán sufí. Se convirtió en una práctica común entre los sufíes de Asia del sur y fue más tarde adoptado por los sijs. Durante el siglo XVI,  la práctica del langar, o cocina gratis, se cree que fue adoptada por el fundador del sijismo, Gurú Nanak. Se pensó para implementar el principio de igualdad entre todas las personas sin distinción de religión, casta, color, credo, edad, género o estado social, un concepto revolucionario en la sociedad clasista ordenada en castas de la India de los siglos XV y XVI cuando esta religión se fundó. Además de a los ideales de igualdad, la tradición de langar expresa la ética de compartir, comunidad, inclusión y unidad de todo el género humano. "...la Luz de Dios está en todos los corazones."
Después del Segundo Gurú sij, la institución del langar parece haber cambiado un poco y la carne se excluyó de esta institución. La razón citada para este cambio por los historiadores es el acomodo de los miembros de visnuistas de la comunidad.

## Langares a cielo abierto
Además de los langares anexos a gurdwaras, hay otros improvisados a cielo abierto durante festivales. Estos langares están entre las comidas comunitarias más populares en el mundo; más de 100,000 personas pueden atender una comida durante estos langares. Donde quiera que los sijs se han establecido, han creado langares para todo el mundo. En sus oraciones, los sijs piden el favor del Todopoderoso : “Loh langar tapde rahin—que los platos calientes de los langares siempre estén dispuestos.”